# Jonás Gutiérrez
Jonás Gutiérrez (nascut el 5 de juliol de 1983 a Roque Sáenz Peña, Argentina) és un futbolista professional argentí que juga al Defensa y Justicia.

## Carrera esportiva
Va jugar entre els anys 2001 i 2005 al Club Atlético Vélez Sársfield guanyant el torneig Clausura el 2005.
Després de guanyar el títol de lliga argentina, va signar amb el RCD Mallorca, que va comprar el 50% dels drets del jugador.
Després de tres temporades al conjunt balear, va decidir rescindir el seu contracte unilateralment acollint-se a l'article 17 de l'estatut del jugador de la FIFA. L'organisme internacional ha d'establir una indemnització pel Mallorca i el Vélez Sársfield, propietaris dels drets del jugador.
El 2 de juliol de 2008 el Newcastle United va confirmar el seu fitxatge per a cinc temporades.